# Antigua og Barbuda ved sommer-OL 2008
Fem sportsudøvere, fire mænd og en kvinde, deltog fra Antigua og Barbuda ved sommer-OL 2008 i Beijing. De deltog i to sportsgrene; atletik og svømning. Det var ottende gang, at Antigua og Barbuda deltog i et sommer-OL; de vandt ikke nogen medaljer. Atletikudøveren James Grayman var landets flagbærer under åvningsceremonien.

## Medaljer
| 2008 Beijing       | Guld | Sølv | Bronze | Total |
| Antigua og Barbuda | 0    | 0    | 0      | 0     |

## Atletik
| Udøvere           | Gren             | Heat     | Heat | Kvartfinale     | Kvartfinale     | Semifinale      | Semifinale      | Finale          | Finale          | Nr. |
| Udøvere           | Gren             | Resultat | Nr.  | Resultat        | Nr.             | Resultat        | Nr.             | Resultat        | Nr.             | Nr. |
| ----------------- | ---------------- | -------- | ---- | --------------- | --------------- | --------------- | --------------- | --------------- | --------------- | --- |
| Daniel Bailey     | 100 m mænd       | 10,24    | 2 Q  | 10,23           | 4               | Gik ikke videre | Gik ikke videre | Gik ikke videre | Gik ikke videre | 20  |
| Brendan Christian | 200 m mænd       | 20,58    | 2 Q  | 20,26           | 1 Q             | 20,29           | 5               | Gik ikke videre | Gik ikke videre | 9   |
| James Grayman     | Højdespring mænd | 2,20     | 12   |                 |                 |                 |                 | Gik ikke videre | Gik ikke videre | 28  |
| Sonia Williams    | 100 m kvinder    | 12,04    | 6    | Gik ikke videre | Gik ikke videre | Gik ikke videre | Gik ikke videre | Gik ikke videre | Gik ikke videre | 54  |

## Svømning
| Udøver           | Gren          | Heat  | Heat | Semifinale      | Semifinale      | Finale          | Finale          | Nr. |
| Udøver           | Gren          | Tid   | Nr.  | Tid             | Nr.             | Tid             | Nr.             | Nr. |
| ---------------- | ------------- | ----- | ---- | --------------- | --------------- | --------------- | --------------- | --- |
| Kareem Valentine | 50 m fri mænd | 31,23 | 5    | Gik ikke videre | Gik ikke videre | Gik ikke videre | Gik ikke videre | 96  |